# 腓特烈一世 (奧地利)

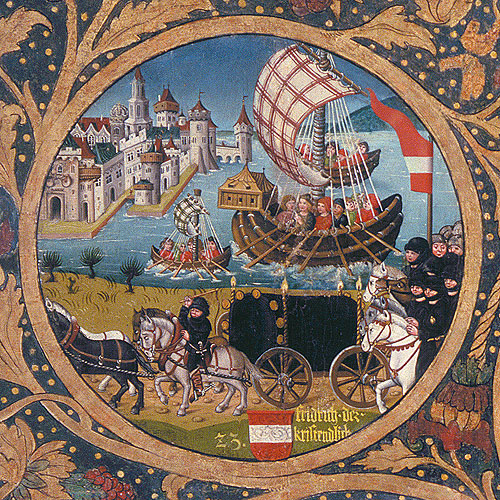
腓特烈一世參加德意志十字軍東征，克洛斯特新堡修道院，1489–1492

腓特烈一世（德語：Friedrich I. von Österreich；約1175年—1198年4月16日），有“寬容的腓特烈”稱號，奧地利巴本堡王朝藩侯（1195年—1198年在位）。奧地利公爵利奧波德五世與妻子匈牙利國王蓋薩二世的女兒伊蓮娜的長子。

## 生平
父親利奧波德五世早於1192年將奧地利及施蒂里亞授與長子腓特烈，而幼子利奧波德卻沒有任何封地。但是利奧波德五世當於1194年12月31日即將去世時，他令人意外地將施蒂里亞留給利奧波德，並已得到神聖羅馬皇帝亨利六世授權。因此沒有人提出反對此舉。本應由腓特烈一世繼承奧地利公爵爵位，卻得不到皇帝亨利六世的親自授權，只派了帕紹主教作為代表。腓特烈一世終於在1195年收到他的領地。
腓特烈一世面臨歸還英格蘭人質和贖回英格蘭國王理查一世的贖金。理查一世通過慫恿薩爾茨堡大主教波希米亞的阿德爾伯特三世下一直催逼取回人質和贖金。人質立即被遣返，但腓特烈一世無法償還的贖金，只能送回的未動用部分。理查的侄女布列塔尼的埃莉诺原本在理查被擒时因利奥波德五世乘人之危被许配给腓特烈，这时也被取消婚约，半路折返。腓特烈一世心甘情願地把自己投身在另一次十字軍東征，以恢復巴本堡在天主教教會的眼睛下的榮譽。而在1195年3月31日的復活節腓特烈一世把十字架帶上巴里。隨著薩拉丁於1193年去世，十字軍東征的前景看好。然而，到了1196年3月，教皇雷定三世進行了干預，審批阿德爾伯特的行為，嚴厲指責已故的奧地利公爵利奧波德五世。
但是十字軍東征因為皇帝亨利六世要將皇帝繼承權由選舉改為世襲而有延遲了很久。亨利六世通過交易、行賄和任何手段要求教會和帝國的諸侯們投票支持他的計劃，但是無濟於事。最後，皇帝停止了他的計劃繼續進行聖戰。
腓特烈一世於1197年四月或晚春聯同帕紹主教及他的叔叔莫德林公爵亨利離開奧地利出發主教進行德意志十字軍東征。同年9月，在西西里受到皇帝亨利六世的迎接。他們由墨西拿出發，數週後到達阿卡。當時十字軍的統帥是主帥維特爾斯巴赫的康拉德及元帥卡爾登的亨利。卡爾登的亨利令耶路撒冷女王伊莎貝拉一世所率領的法國軍隊非常不高興，腓特烈一世及其他的德意志諸侯到來後並不承認卡爾登的亨利為統帥，他們推舉布拉班特的亨利一世為統帥攻擊阿尤布王朝軍隊。十字軍迅即攻陷泰爾、富有的城市賽達及貝魯特。突然收到耶路撒冷國王亨利一世從露台墜下身亡的消息，聯軍立即班師回阿卡，由布拉班特的亨利一世攝政。最後於1198年由塞浦路斯國王阿馬里克二世娶了伊莎貝拉一世而繼位為耶路撒冷國王。
當聯軍進軍大馬士革時，突然接到皇帝亨利六世去世的消息，很多德意志諸侯立即回國以迎接新任皇帝確認爵位。腓特烈一世與帕紹主教逗留至與阿尤布王朝達成和議為止。腓特烈一世於1198年4月16日病逝，死後無嗣，由其弟利奧波德六世繼承爵位。腓特烈一世與父親同葬於海利根克羅伊茨修道院。
| 腓特烈一世 (奧地利) 巴本堡王朝出生于：約1175年逝世於：1198年4月16日 | 腓特烈一世 (奧地利) 巴本堡王朝出生于：約1175年逝世於：1198年4月16日 | 腓特烈一世 (奧地利) 巴本堡王朝出生于：約1175年逝世於：1198年4月16日 |
| 統治者頭銜                                                          | 統治者頭銜                                                          | 統治者頭銜                                                          |
| ------------------------------------------------------------------- | ------------------------------------------------------------------- | ------------------------------------------------------------------- |
| 前任者： 利奧波德五世                                               | 奥地利公爵 1194年–1198年                                            | 繼任者： 利奧波德六世                                               |